# Арциньяно Грифо
Арциньяно Грифо (итал. Arzignano Grifo Calcio a 5) — итальянский мини-футбольный клуб, базирующийся в Арциньяно.

## История
Основан в 1994 году. В сезонах 2003/04 и 2005/06 году становился чемпионом Италии по мини-футболу. В розыгрыше Кубка УЕФА по мини-футболу 2004/05 не сумел пройти дальше первого раунда, уступив словенской «Лесне», зато в сезоне 2006/07 добрался до элитного раунда, где уступил лишь будущему финалисту турнира — испанскому клубу «Бумеранг Интервью». В 2009 году, обыграв в финале «Лупаренсе», «Арциньяно Грифо» стал обладателем кубка Италии по мини-футболу.
Перед сезоном 2009/10 у клуба возникли финансовые проблемы. Из него ушли ведущие игроки, что не позволило «Арциньяно Грифо» даже решить задачу сохранения места в высшем дивизионе итальянского чемпионата.

## Достижения клуба
- Чемпионат Италии по мини-футболу (2): 2003/04, 2005/06
- Кубок Италии по мини-футболу 2009
- Суперкубок Италии по мини-футболу: 2005, 2007

## Бывшие известные игроки
| - Клейтон Баптистелла - Вандер Кариока - Фернандо Грана |  | - Александр Феллер - Адриано Фолья |